# اوست-کومیر
اوست-کومیر (به لاتین: Ust-Kumir) یک منطقهٔ مسکونی در روسیه است که در جمهوری آلتای واقع شده‌است.